# Vultee V-1
Le Vultee V-1 est un avion de ligne monomoteur américain des années 1930, construit par l'Airplane Development Corporation, conçu par Gerard Vultee et financé par le constructeur automobile Cord Automobile.

## Conception et développement
Le prototype, désigné V-1, était un monoplan à aile basse cantilever entièrement en métal, doté de volets et d'un train d'atterrissage escamotables électriquement, doté d'une roulette de queue elle-aussi escamotable. Il pouvait embarquer un pilote et six passagers, et prit l'air pour la première fois le 19 février 1933. Il fallut un an pour le construire.
Les appareils de série furent désignés V-1A et disposaient d'un fuselage légèrement plus long et plus large, pouvant embarquer deux pilotes et huit passagers. Lancée en 1933, la production en série s'acheva en 1936, après que 24 avions plus le prototype aient été construits.
Une version hydravion à flotteurs fut vendue à l'Union soviétique, ainsi qu'une licence de production en série. Cette version fut désignée V-1AS, et une version de transport exécutif fut désignée V-1AD (« D », pour « Deluxe »). Il n'y eut toutefois aucune production en série de l'avion en URSS.

## Histoire opérationnelle

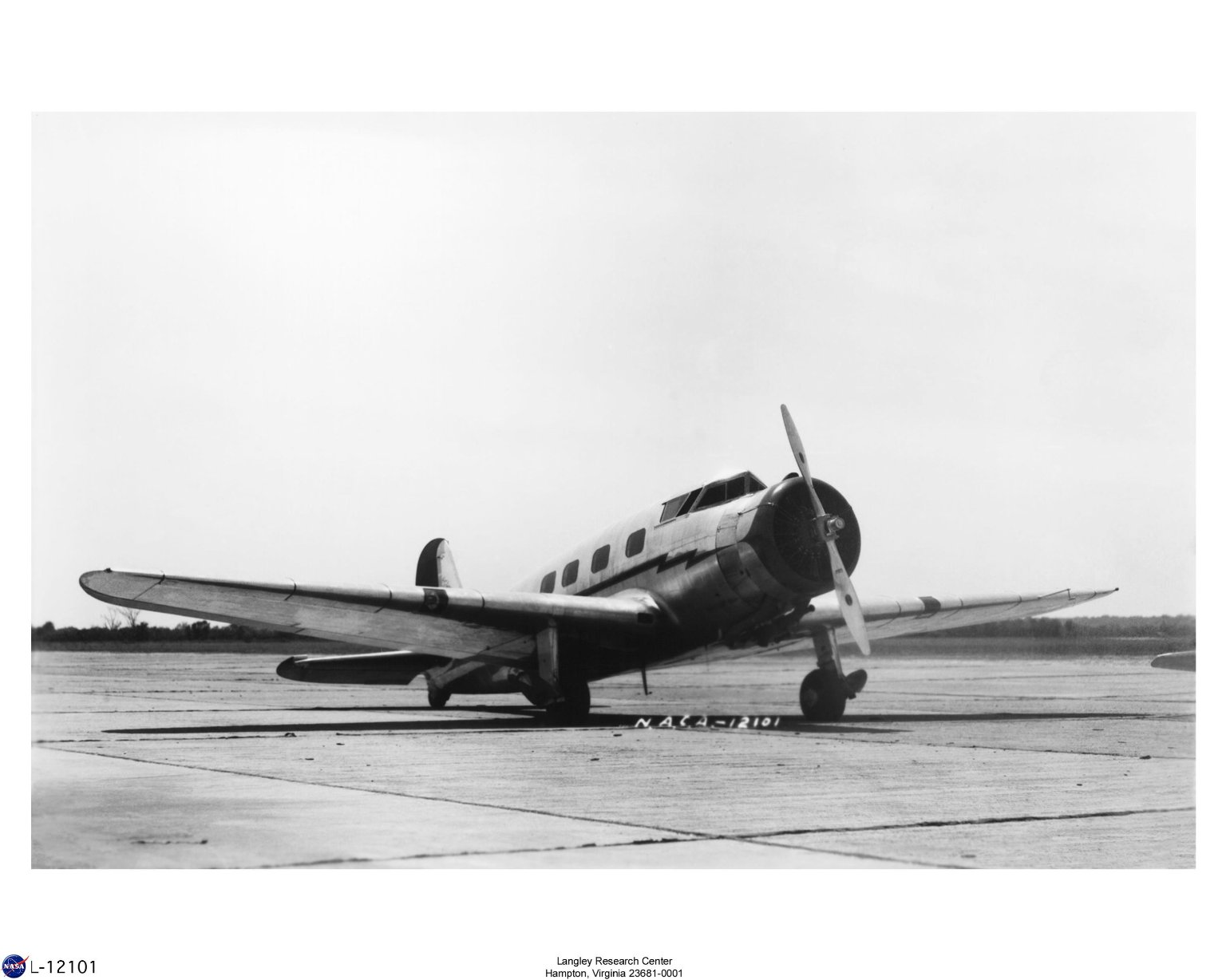
Un Vultee V1-A à Langley, en 1936.

Les premières commandes pour le V-1 furent passées par American Airlines en 1933, la compagnie américaine recevant ses premiers exemplaires à partir de juillet 1934, après que le modèle ait reçu son certificat de type, le no 545. Dès septembre 1934, huit appareils effectuaient un service régulier entre St. Louis et Chicago. Finalement
La compagnie aérienne American Airlines acheta au-moins treize V-1A et le prototype V-1 — après qu'il fut modifié pour être manœuvré par deux pilotes —, et ces appareils entrèrent en service en 1934. À leur arrivée en service, ils furent les airliners les plus rapides de leur époque. Ils furent utilisés sur des lignes des Grands Lacs au Texas. Bowen Airlines, au Texas, utilisa également des V-1A. En 1936, ils furent revendus, remplacés par des avions bimoteurs lorsque, pour des raisons de sécurité — ainsi que l'arrivée des bimoteurs Douglas DC-2 et Boeing 247 sur le marché —, le Bureau of Air Commerce limita sévèrement l'emploi d'avions de ligne ne possédant qu'un seul moteur.
Les V-1AD furent utilisés par plusieurs compagnies privées ou propriétaires individuels, en tant qu'avions exécutifs à grande vitesse. L'unique exemplaire produit du V-1AD Special, construit en 1936, fut utilisé avant-guerre par le magnat des journaux William Randolph Hearst. Il desservit ensuite des lignes au Panama et au Nicaragua, avant de retourner aux États-Unis après la fin de la Seconde Guerre mondiale.
Équipé de flotteurs et de réservoirs de carburant supplémentaires, l'unique V-1AS Special fut vendu à l'Union soviétique et utilisé pour un vol de 10 000 miles (16 500 km) reliant Santa Monica à Moscou.
Un V-1AD fut utilisé en 1936, lors de la tentative de la première double traversée New York → Londres → New York, avec aux commandes Harry Richman et Dick Merrill, dans le célèbre vol « Ping Pong », au cours duquel, afin d'assurer une flottabilité correcte en cas d'amerrissage, tous les espaces vides de l'avion furent remplis de plus de 40 000 balles de ping pong. L'avion fut baptisé « Lady Peace », en raison de l'arrivée imminente de la guerre en Europe. Le 2 septembre 1936, les deux pilotes décollèrent à bord de l'appareil pour Londres. La première partie du vol se passa sans encombre jusqu'à ce qu'ils rencontrent une mauvaise météo pendant plus de quatre heures, les forçant à se poser en Galles du Sud, après un vol de 18 h 36 min. Ils finirent leur vol vers Londres le jour suivant. Le 14 septembre 1936, les deux pilotes repartirent dans l'autre sens. Pendant le vol, à la suite d'une erreur de manipulation des pilotes, l'appareil se délesta d'une partie du carburant qu'il emportait, le forçant à atterrir sur un petit terrain sur l'île canadienne de Terre-Neuve. Après quelques réparation mineures et le plein de carburant, ils parvinrent finalement à atteindre New York, une semaine plus tard, à l'issue d'une aventure qui coûta 360 000 dollars à Richman. Le vol reçut ensuite le surnom de « Ping Pong Flight », en raison de son moyen de flottaison pour le moins inhabituel.
Il fut plus tard utilisé par les forces nationalistes espagnoles comme appareil de transport et bombardier à grande vitesse. Sept avions appartenant anciennement à American Airlines, plus huit autres, furent utilisés par les Républicains pendant la Guerre civile espagnole, avec des mitrailleuses et des supports à bombes installés sous le fuselage. Quatre de ces appareils furent capturés par les Nationalistes. Le Lady Peace termina finalement sa carrière sans grand éclat, étant revendu en 1953 pour partir à la ferraille.

## Exemplaire préservé

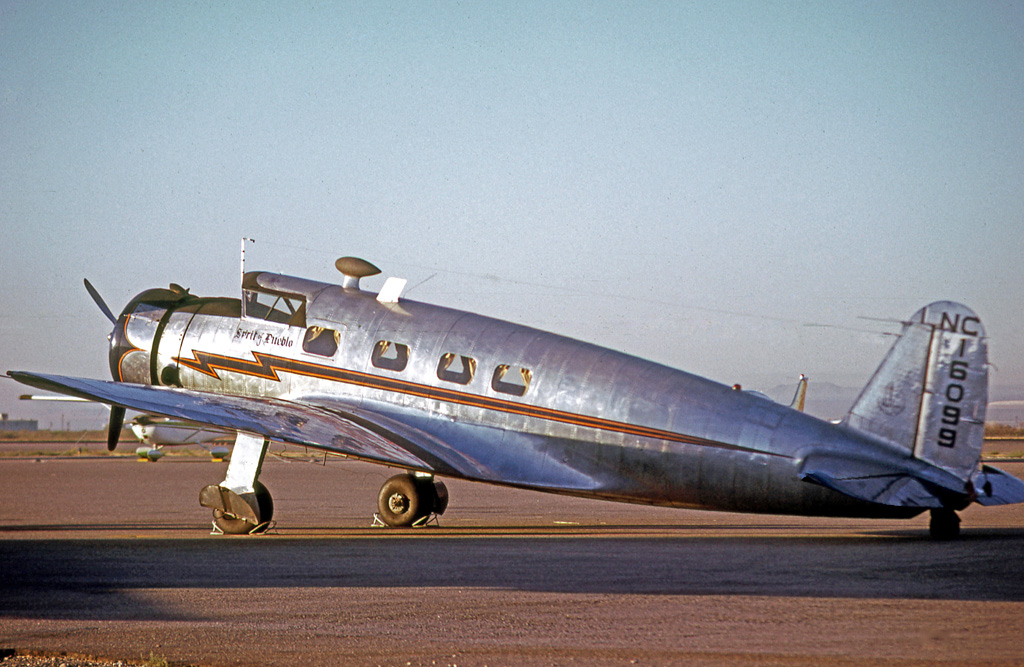
Le Vultee V-1AD Special NC16099, en 1973, après sa restauration et nommé « Spirit of Pueblo ».

Le V-1AD Special NC16099 de 1938 est l'unique exemplaire survivant de ce modèle d'avion. Il est actuellement exposé en public au Shannon Air Museum,, à Fredericksburg en Virginie, après la fermeture du Virginia Aviation Museum (en),,, où il fut longtemps exposé. Il est peint avec la livrée « Lady Peace II », en hommage à l'avion original utilisé pour la traversée record de l'Atlantique dans les deux sens. Il fut restauré et prit l'air en 1971, piloté par Harold Johnson, du Colorado.

## Versions
- V-1 : Prototype, équipé d'un Wright SR-1820-F2 Cyclone de 650 ch (485 kW). Un seul exemplaire fut produit, plus tard modifié en V-1A avant d'être livré à la compagnie American Airlines ;
- V-1A : Version de production, avec deux membres d'équipage et un moteur en étoile Wright R-1820-F2 Cyclone de 735 ch (548 kW). Il fut produit à 18 exemplaires, plus un issu de la conversion du prototype V-1 ;
- V-1AD : Version exécutive de luxe, équipée d'un Wright R-1820-G2 Cyclone de 850 ch (634 kW). Il fut produit à six exemplaires ;
- V-1AD Special : Version équivalente au V-1AD, mais avec un moteur Wright R-1820-G2 Cyclone de 1 000 ch (746 kW). Un seul exemplaire fut produit ;
- V-1AS Special : Version spéciale, équipée soit avec un R-1820-F52 de 775 ch (578 kW) ou un R-1820-G2 de 850 ch (634 kW), dotée de flotteurs et produite à un seul exemplaire pour le gouvernement russe.

## Utilisateurs

### Militaires
- Deuxième République espagnole :
  - Forces aériennes de la République espagnole : L'Espagne républicaine acheta seize V-1 de sources diverses, incluant dix appareils d'American Airlines. Au-moins un appareil fut détruit par un sabotage avant sa livraison, et quatre autres furent saisis par les Nationalistes pendant leur livraison[12].
- Espagne nationaliste :
  - Aviación Nacional (en)[12].

### Civils
- Canada :
  - Canadian Colonial Airways (en)[13].
- République de Chine :
  - China National Aviation Corporation (en)[14].
- États-Unis :
  - American Airlines : un V-1 et dix V-1A[13] ;
  - Bowen Airlines[13] ;
  - Crusader Oil Corporation[15] ;
  - William Randolph Hearst[15].

## Culture populaire
Le V-1 fut utilisé dans le tournage du film Jungle Queen, en 1944, avec Clark Gable, et La Ronde de l'aube, en 1957.

## Spécifications techniques (V-1A)
Données de General Dynamic Aircraft and their Predecessors.
Caractéristiques générales
- Équipage : 2 pilotes
- Capacité : 8 passagers ou 690 kg de cargaison
- Longueur : 11,28 m
- Envergure : 15,24 m
- Hauteur : 3,10 m
- Surface alaire : 32,30 m2
- Masse à vide : 2 424 kg
- Masse typique : 3 864 kg
- Moteur : 1   moteur à pistons à 9 cylindres en étoile refroidis par air Wright R-1820-F2 Cyclone de 735 ch (548 kW)

 Performances 
- Vitesse maximale : 378 km/h
- Vitesse de croisière : 346 km/h
- Distance franchissable : 1 610 km
- Plafond : 6 100 m
- Vitesse ascensionnelle : 306 m/min
- Charge alaire : 75,05 kg/m2
- Rapport poids-puissance : 3,30 kg/ch